# Sabine De Meyer

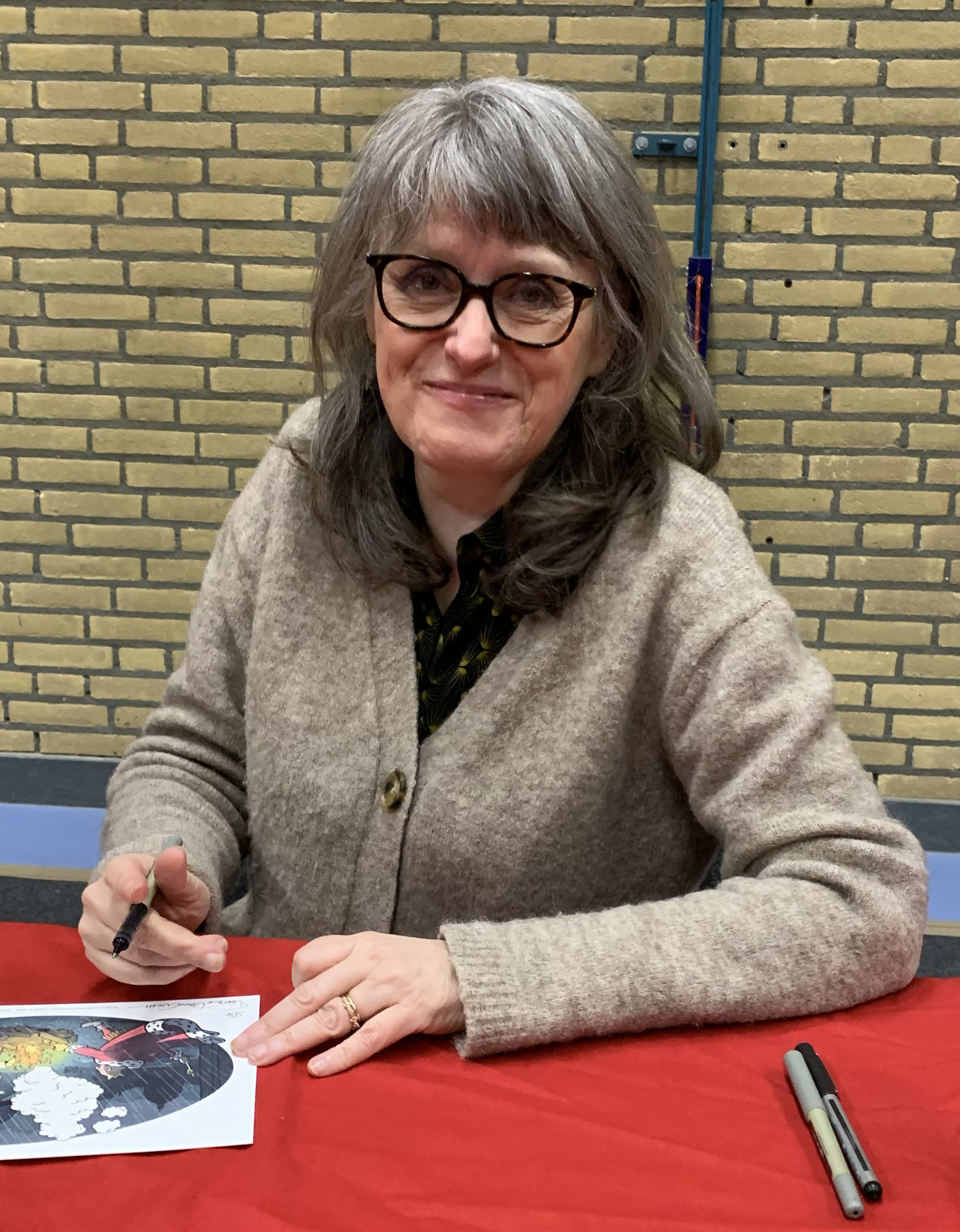
Sabine De Meyer (2023)

De striptekenares Sabine De Meyer is een medewerker van Studio Vandersteen.
Ze studeerde grafische vormgeving aan het St.-Lucas Instituut te Antwerpen, waar ze in 1986 afstudeerde. Ze leerde het vak van inkleuren nog met de hand (met plakkaatverf). Later heeft ze zich bijgeschoold in het gebruik van Photoshop, zodat ze nu ook met behulp van de computer kan inkleuren.
Ze is getrouwd met Luc Cromheecke, tekenaar van de stripreeksen Roboboy, Tom Carbon en Taco Zip, waarvoor De Meyer de inkleuring verzorgde.
Sinds begin 2006 is De Meyer vaste medewerker van Studio Vandersteen, waar ze de inkleuring verzorgt van De grappen van Lambik. Later is ze zich ook gaan bezighouden met verhalen van Suske en Wiske.
- International Standard Name Identifier: 0000 0003 6873 5233
- Library of Congress Control Number: no2021007036
- Nederlandse Thesaurus van Auteursnamen: 074158481
- Virtual International Authority File: 287654778